# Улица Эвелес
Улица Э́велес (латыш. Ēveles iela) — улица в Риге, в Видземском предместье, в историческом районе Браса. Начинается от улицы Кришьяня Валдемара, ведёт в восточном направлении до перекрёстка с улицей Миера. С другими улицами не пересекается.
Длина улицы — 211 метров. На всём протяжении имеет асфальтовое покрытие. Движение по улице двустороннее. Общественный транспорт по улице не курсирует, однако на улицах Кришьяня Валдемара и Миера имеются остановки «Ēveles iela».

## История
Улица Эвелес появилась в середине XIX века, впервые упомянута в адресной книге за 1861 год под названием Новая Малая Мёртвая улица (латыш. Jaunā Mazā Mirušo iela, нем. Neue Kleine Todtenstrasse); на плане города 1867 года — Малая Мёртвая улица (нем. Kleine Todtenstrasse); на плане 1880 года — Мёртвая улица (латыш. Mirušo iela, нем. Todtenstrasse). Эти названия были связаны с близостью улицы к главным городским кладбищам и ведущей к ним улице Миера, которая до 1859 года именовалась Новая Мёртвая улица.
23 января 1903 года, по просьбе Лифляндского общества коннозаводчиков, контора и конюшни которого с 1902 года располагались на этой же улице (недалеко от ипподрома), название улицы было заменено на «Торгельская улица» (латыш. Torģeles iela, нем. Torgelsche Strasse) — в честь волостного центра Торгеле (ныне Тори в Эстонии), где была выведена известная порода беговых лошадей.
В 1938 году улицу переименовали в Эвелес — по названию волостного центра Эвеле в Латвии. В 1974 году название улицы изменили в очередной раз, теперь на «улица Эдуарда Зандрейтера» (латыш. Eduarda Zandreitera iela) — по имени революционера, одного из основателей Латвийской социал-демократической рабочей партии, члена Исколата. С 1930 года он жил на территории Советского Союза, где был репрессирован, а затем расстрелян.
В 1990 году улице вернули название Эвелес, которое больше не изменялось.
Во второй половине XX века улица Эвелес была продлена по другую сторону улицы Кришьяня Валдемара и соединена с улицей Весетас. Однако в 2006 году эта часть улицы Эвелес была отнесена к новообразованой улице Яня Далиня.